# Султан Хаджи-хан
Султан Хаджи-хан (туркм. Soltan Hajy-han; узб. Sulton Xojixon; 1470—1519, Кёнеургенч) — второй представитель чингизидской (узбекской) династии Арабшахидов, который правил в Хорезмском государстве (Хивинском ханстве) в 1518—1519 годах.

## Происхождение
Султан Хаджи-хан был старшим сыном Байбарс-султана и потомком правителя Узбекского улуса Йадгар-хана.

## Приход к власти
В 1518 году, после смерти основателя новой династии Ильбарс-хана, Султан Хаджи был провозглашён ханом в городе Вазир. При нём фактическая власть находился в руках старшего сына Ильбарс-хана Султана-гази, который владел большим наследством и был могущественнее хана. Султан Хаджи-хан правил недолго — всего один год.
При правлении Султан Хаджи-хана государственность Хорезма продолжала укрепляться.

## Смерть
Султан Хаджи-хан скончался в 1519 году и на ханский трон в Кёнеургенче был возведён Хасанкули-хан, сын Абулек-хана, сторонники которого мотивировали право на верховную власть его старшинством среди остальных претендентов Арабшахидов.